# Syneches obeliscus
Syneches obeliscus är en tvåvingeart som beskrevs av Mario Bezzi 1909. Syneches obeliscus ingår i släktet Syneches och familjen puckeldansflugor. Inga underarter finns listade i Catalogue of Life.